# Harlingen (Merzig)

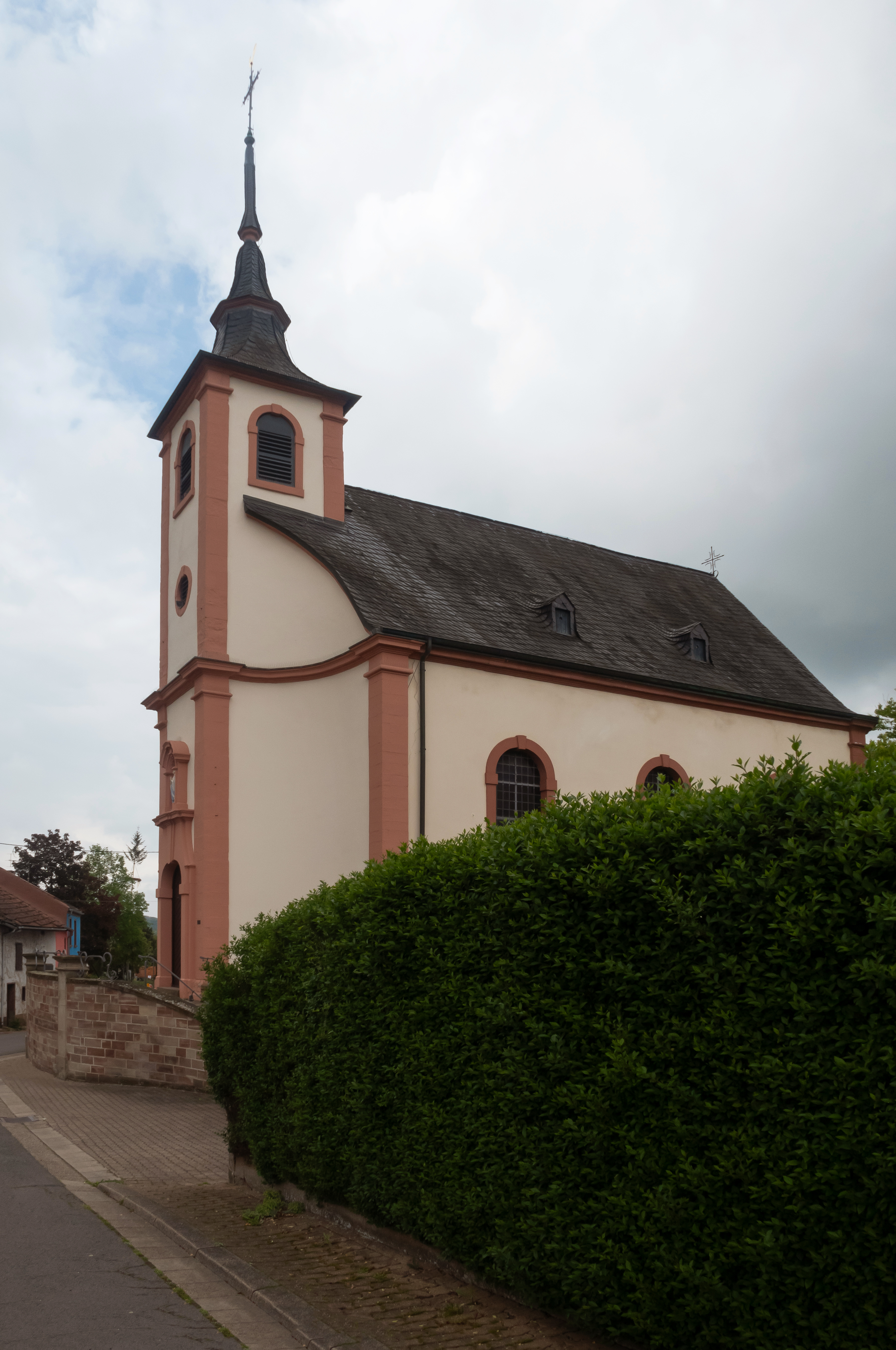
Harlingen, Filialkirche St Maria

Harlingen ist einer von 17 Stadtteilen der Kreisstadt Merzig im Landkreis Merzig-Wadern (Saarland) mit rund 560 Einwohnern. Harlingen bildet zusammen mit den Stadtteilen Bietzen und Menningen den Bietzerberg.

## Geschichte
Durch den Fund eines fränkischen Kriegergrabes und die Zurückführung des Namens Harlingen auf den germanischen Personennamen Harold ist darauf zu schließen, dass Harlingen um 500–550 n. Chr. entstanden ist.
Im Jahre 1153 wurde Harlingen unter dem Namen „Harledingen“ in den Annalen der Augustiner-Abtei Springiersbach das erste Mal urkundlich erwähnt. Der Ort wurde später in den Jahren 1182 (Harldingen), 1197 (Harldenge), 1210 (Harledengis), 1250 (Harledingin) und 1459 (Harlingen) erwähnt.
In der Nähe von Harlingen, am Panoramaweg zwischen Harlingen und Merzig befand sich eine Siedlung, namens Wolkesingen, die wohl vor schon vor 1498 aufgegeben wurde. Der Name hat als Flurbezeichnung "Volkesen" überlebt.
Es existieren zwei Weistümer von Harlingen, die aus den Jahren 1559 und 1577 stammen, und die sich im Bundesarchiv in Koblenz befinden. Bereits darin wurde ein Jahrmarkt am 15. August erwähnt, dem Patronatsfest der Marienkapelle.
Am Ende des Dreißigjährigen Krieges hatte der gesamte Bietzerberg (Harlingen, Bietzen, Menningen) nur noch sieben Einwohner. Die Folgezeit war von der Grenzlandlage und der Besonderheit der gemeinschaftlichen Verwaltung durch das Kurfürstentum Trier und das Herzogtum Lothringen geprägt. Nachdem Lothringen 1766 an Frankreich gefallen war, wurde im Jahr 1778 die Grenze zwischen Kurtrier und Frankreich neu festgelegt; der Bietzerberg mit Harlingen fiel an Kurtrier.
Von 1795 bis 1814 gehörte Harlingen zur Ersten Französischen Republik und zum Napoleonischen Kaiserreich. Es unterstand dem Saardepartement, Kanton Merzig. Im Jahr 1815 kam Harlingen zum Königreich Preußen. Im Jahr 1920 kam es zum Saargebiet. Im Zweiten Weltkrieg zog sich der "Westwall" auch durch die Gemarkung Harlingen. Aus dieser Zeit sind noch zahlreiche Bunkerreste verblieben. Auf dem "Hohen Berg" befand sich während des Zweiten Weltkriegs zudem eine Flugwache.
Nach dem Zweiten Weltkrieg wurde Harlingen Teil der französischen Besatzungszone und des bis 1957 selbstständigen Saarlands.
Am 1. Januar 1974 wurde Harlingen auf Grund der kommunalen Neugliederung im Saarland ein Stadtteil der Kreisstadt Merzig.

## Auszeichnungen
- Goldmedaille,  "Unser Dorf soll schöner werden", 1983[2]

## Sehenswürdigkeiten

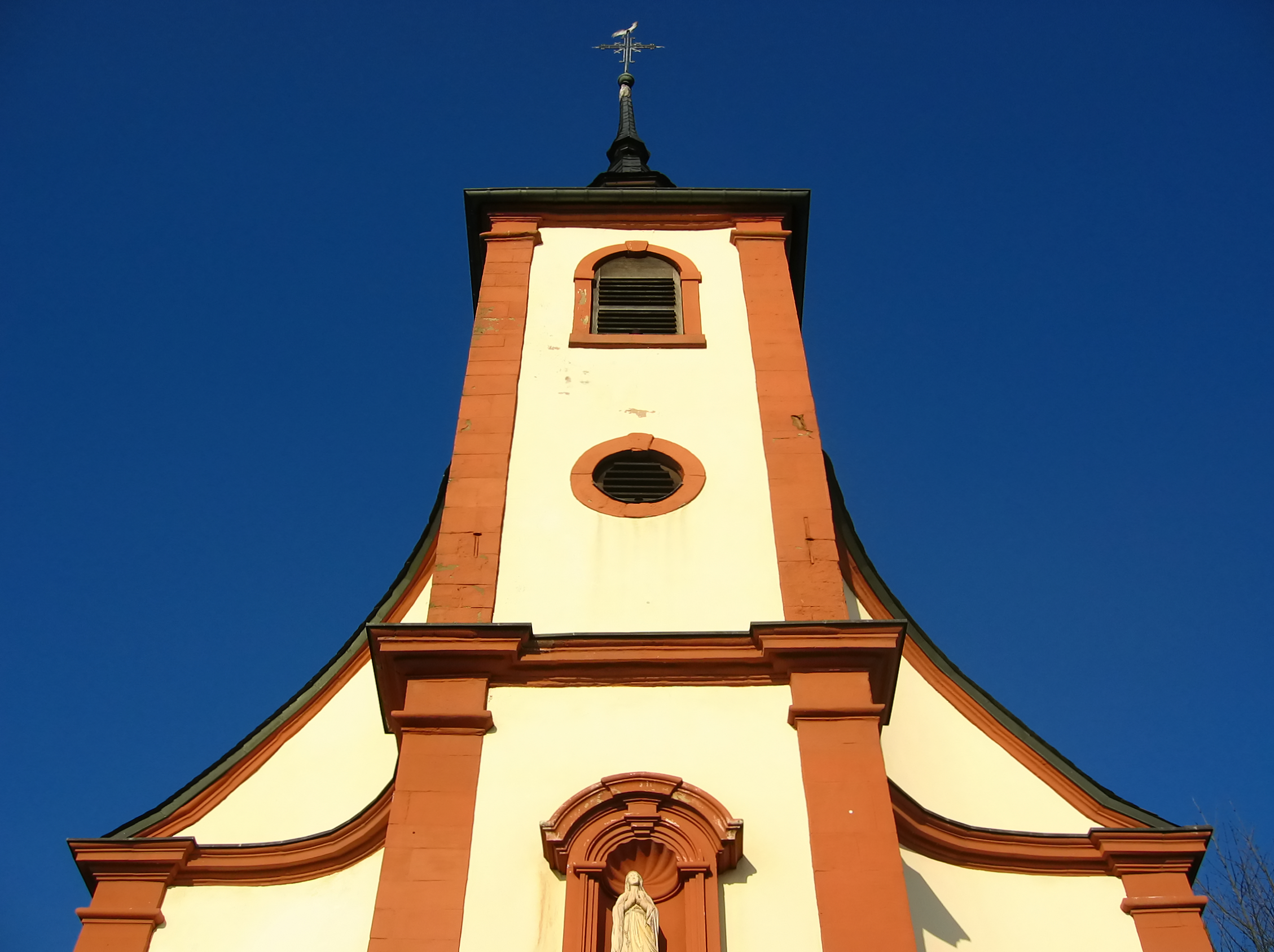
Kapelle St. Maria

- Marienkapelle „Beatae Mariae Virginis“, erbaut um 1727, mit spätgotischem Gnadenbild
- Naturschutzgebiet "Hoher Berg"

## Politik
Harlingen ist seit 1974 Ortsteil der Kreisstadt Merzig im Landkreis Merzig-Wadern.
Ortsvorsteher ist derzeit (2024) Kevin Burger. (SPD).
Das Ortswappen zeigt zwei voneinander abgekehrte silberne Fische auf blauem Grund. Es lässt sich auf ein Wappen von 1459 zurückführen.